# The Electric Light Orchestra (álbum)
The Electric Light Orchestra es el primer álbum de estudio del grupo británico Electric Light Orchestra, publicado por la compañía discográfica Harvest Records en diciembre de 1971. En los Estados Unidos, el álbum fue publicado por United Artists en enero de 1972 con el título de No Answer.

## Grabación
The Electric Light Orchestra se enfoca en el trío formado por Roy Wood, Jeff Lynne y Bev Bevan, los únicos miembros presentes anteriormente en el grupo de rock The Move. El trío seguía publicando varios sencillos en el Reino Unido al mismo tiempo que comenzó el nuevo proyecto, pero Wood acabó por perder interés en su antigua banda. El sonido es único en comparación con discos del grupo producidos en años subsiguientes por Lynne, al incorporar varios instrumentos de viento y reemplazar partes de guitarra por riffs de chelos, lo que otorgó a la grabación un sonido experimental barroco, especialmente en «The Battle of Marston Moor». En esta canción, además de tocar casi la totalidad de los instrumentos, Wood tuvo que tocar la percusión dado que Bevan, habitual batería y percusionista del grupo, rehusó tocar debido a la baja valoración que daba a la canción. 

## Historia
El título atribuido a la edición estadounidense, No Answer, fue debido a un mal entendimiento a través de una llamada telefónica realizada a los ejecutivos de United Artists para saber el nombre del álbum. El álbum está centrado en el núcleo formado por Roy Wood, Jeff Lynne y Bev Bevan, miembros del grupo The Move. La formación seguía publicando sencillos musicales en el Reino Unido durante el tiempo en el que llevaron a cabo la grabación de su primer álbum, si bien el escaso interés de Wood le obligaría a abandonar el proyecto. 
A pesar de la naturaleza experimental del álbum, The Electric Light Orchestra/No Answer entró en las listas de éxitos tanto en Estados Unidos como en el Reino Unido. La convencional "10538 Overture" entró en el Top 10 de las listas británicas y fue posteriormente incluida en la canción de Paul Weller "The Changingman".
El álbum fue mezclado con sonido cuadrafónico, si bien sólo fue publicado en este formato en algunos países de América del Sur. Varias de las mezclas con sonido cuadrofónico fueron posteriormente publicadas en el doble álbum recopilatorio Early ELO, 1971-1974, disponible sólo como importación en Estados Unidos.
La canción "Mr. Radio" fue programada en un primer momento como segundo sencillo del álbum, si bien fue finalmente rechazada. La versión editada del sencillo fue publicada por primera vez en el álbum recopilatorio de 2005 Harvest Showdown.
En 2001, coincidiendo con el trigésimo aniversario de la publicación del álbum, se publicó The Electric Light Orchestra (First Light Series), un doble álbum con el álbum original en el primer disco y varios temas inéditos en el segundo.

## Portada del álbum
El diseño de la portada de The Electric Light Orchestra/No Answer fue realizado por el grupo Hipgnosis, y las fotografías de la formación en la contratapa, vestidos con trajes del siglo XVII, fueron tomadas en el Banqueting House de Whitehall.

## Lista de canciones
Todas las canciones escritas y compuestas por Jeff Lynne excepto donde se anota. 
| Cara A |                                              |              |          |  |
| N.º    | Título                                       | Escritor(es) | Duración |  |
| 1.     | «10538 Overture»                             |              | 5:32     |  |
| 2.     | «Look at Me Now»                             | Roy Wood     | 3:17     |  |
| 3.     | «Nellie Takes Her Bow»                       |              | 5:59     |  |
| 4.     | «The Battle of Marston Moor (July 2nd 1644)» | Roy Wood     | 6:03     |  |

| Cara B |                                           |              |          |  |
| N.º    | Título                                    | Escritor(es) | Duración |  |
| 1.     | «First Movement (Jumping Biz)»            | Roy Wood     | 3:00     |  |
| 2.     | «Mr. Radio»                               |              | 5:04     |  |
| 3.     | «Manhattan Rumble (49th Street Massacre)» |              | 4:22     |  |
| 4.     | «Queen of the Hours»                      |              | 3:22     |  |
| 5.     | «Whisper in The Night»                    | Roy Wood     | 4:50     |  |

| Temas extra (reedición de 2006) |                                             |              |          |  |
| N.º                             | Título                                      | Escritor(es) | Duración |  |
| 10.                             | «Battle of Marston Moor» (Toma alternativa) | Roy Wood     | 1:00     |  |
| 11.                             | «Nellie Takes Her Bow» (Mezcla alternativa) |              | 6:22     |  |
| 12.                             | «Mr. Radio» (Toma nueve)                    |              | 5:19     |  |
| 13.                             | «10538 Overture» (Mezcla alternativa)       |              | 5:46     |  |

## Personal
- Roy Wood: voz, guitarras, bajo, chelo, oboe, fagot, clarinete y percusión
- Jeff Lynne: guitarras, bajo, piano, teclado y voz
- Bev Bevan: batería, percusión y coros
- Bill Hunt: corno francés y trompa
- Steve Woolam: violín
- Rick Price: bajo

## Posición en listas
| País           | Lista             | Posición |
| -------------- | ----------------- | -------- |
| Australia      | ARIA Albums Chart | 54       |
| Estados Unidos | Billboard 200     | 196      |
| Reino Unido    | UK Albums Chart   | 32       |